# 陳慧蘭
陳芝妤（？—），又名Yumi，本名陳慧蘭，台灣新生代女性職業魔術師，僑光科技大學 英文系，自大學起接觸魔術表演秀後，深深的喜歡上了魔術，演出中常將舞蹈與魔術結合，並顛覆傳統觀念以男性為主的魔術師形象，與團員組成美女魔術團開始於綜藝節目進行演出，2012年曾獲得馬來西亞魔術大賽最佳人氣特別獎。2016年以魔幻千金封號主持蘋果動新聞魔術單元。

## 爭議
劉謙預言魔術被YUMI揭穿新聞，原由魔術師YUMI的前黃姓經紀人於魔術師YUMI表演預言魔術之後，經紀人直接將機關揭密於媒體引發同業爭議，YUMI因無法認同前經紀公司的特意炒作，決定終止合約反被黃姓經紀人告上法院求償140萬元巨款，台中法院依經紀公司未登記判合約無效求償敗訴

## 電視經歷
- 2010年 台視《鑽石夜總會》 脫逃魔術單元
- 2012年 中視《超級模王大道》： 評審指定挑戰賽
- 2012年 民視《新兵進行曲》 魔幻美女魔術師單元
- 2012年 湖北衛視《挑戰女人幫》 心隨我動魔術單元
- 2016年 TVBS《當掌聲響起》 美女魔術師單元
- 2016年 中央電視台《回聲嘹亮》 台灣女魔術師單元
- 2016年 中央電視台《魔法奇蹟》 魔術師單元